# Boulevard de Strasbourg (Paris)
O Boulevard de Strasbourg está localizado na 10.º arrondissement de Paris.

## Localização e acesso
Começa no 7, Boulevard Saint-Denis e termina no 7, Rue du 8-Mai-1945. Estende o Boulevard de Sébastopol e leva à Gare de l'Est.
Seu comprimento é de 775 m, e sua largura mínima é de 30 m. O Boulevard Strasbourg é, em particular no cruzamento com a Rue du Château-d'Eau, o coração de um dos dois bairros africanos de Paris. É dominado por lojas, salões de beleza e restaurantes de imigrantes afro-antilhanos e subsaarianos.
O Boulevard de Strasbourg é servido pelas estações de metrô Strasbourg - Saint-Denis, Château d'Eau e Gare de l'Est.

## Origem do nome
Seu nome é o da capital da Alsácia, Estrasburgo. É devido à proximidade da Gare de l'Est, chamada na época « Embarcadère du chemin de fer de Strasbourg » ("Embarcadouro ferroviário de Estrasburgo").

## Histórico
Paris, desde a origem desta cidade, desenvolveu-se de leste a oeste, como todas as cidades que seguem o curso dos rios. Esses desenvolvimentos naturais irresistíveis exigiram, a cada século, a abertura de grandes estradas nessa direção.
Paris tinha em meados do século XIX um número bastante suficiente de artérias paralelas, assim, os cais, as ruas Saint-Honoré, Rambuteau, as avenidas interiores e, por último, a Rue de Rivoli.
Mas em termos de estradas perpendiculares ao rio, a pobreza era completa. A Rue du Temple, as ruas Saint-Martin, Saint-Denis e Montmartre, foram em alguns lugares e ainda são verdadeiros becos em que um tráfego superabundante de atividade foi engolido.
Ao lado dessas verdades administrativas reconhecidas pelos magistrados, surgiu, como que para fortalecê-las, a necessidade urgente de criar nas estações de cais largos deversórios para facilitar o escoamento instantâneo da multidão e espalhá-la no coração de Paris. Entre esses cais muito apertados, sufocantes por falta de ar, o de Strasbourg ainda estava na infeliz posição de esconder da vista uma arquitetura verdadeiramente digna de admiração pública.
Esta dupla circunstância sugeriu a um dos notáveis habitantes do 5.º arrondissement da época, Monsieur de Chambine, a feliz ideia de criar uma estrada principal que, desmascarando o magnífico Embarcadère de Strasbourg, terminasse no Boulevard Saint-Denis, e poderia, mais tarde, continuar até a Place du Châtelet. Esse pensamento administrativo chegou ao Chefe de Estado, que teve o prazer de fertilizá-lo.
O Boulevard de Strasbourg é um avanço haussmanniano feito a partir de 1852. O princípio de sua criação foi aprovado por decreto do 10 de março de 1852 e foi aprovado pelo decreto de 8 de novembro de 1852.
Luís Napoleão Bonaparte, Presidente da República Francesa, ... tendo em conta o decreto de 10 de março de 1852, que aprovou, em princípio, a restauração, em Paris, de um novo boulevard denominado de Strasbourg, de 30 metros de largura, para comunicar, em linha direta, do Boulevard Saint-Denis ao Embarcadère du chemin de fer de Strasbourg, e concedeu um subsídio, em nome do Estado, a favor desta empresa; decretos:
- Artigo 1 - É declarado de utilidade pública o estabelecimento imediato, em Paris, do Boulevard de Strasbourg, seguindo os alinhamentos de uma planta anexa, que atribui uma largura menor de 30 metros para esta nova rota. O tratado concluído, em 27 de setembro de 1852, para a execução, a preço fixo, deste empreendimento, entre o Prefeito do Sena, representando a cidade de Paris, e os sieurs Ardoin pai e filho, banqueiros, e cuja cópia também fica anexa a este decreto, é aprovado em todos os seus termos e condições. Consequentemente, o referido sieur Ardoin, sub-rogado nos direitos e obrigações decorrentes para a cidade de Paris, tanto da lei de 3 de maio de 1841 (artigo 63) quanto do artigo 2 do decreto de 20 de março de 1852, fica autorizado a adquirir amigavelmente, ou, se necessário, por meio de expropriação, terrenos ou parcelas de terrenos, edificados ou não edificados, cuja ocupação seja necessária, tais como, aliás, que estejam assinalados em tintas amarelas no referido plano.
- Artigo 2 - O Ministro do Interior é responsável pela execução deste decreto.
- Feito no Palácio das Tulherias, em 8 de novembro de 1852.
- Assinado Luís Napoleão Bonaparte. O Ministro do Interior, assinado F. de Persigny.

O tratado firmado entre a cidade de Paris e MM. Ardoin, em 27 de setembro de 1852, porta:
Artigo 8 - Em contrapartida aos compromissos acima, o Estado e a cidade de Paris, na proporção de um terço para o Estado e dois terços para a Cidade, obrigam-se a pagar a MM. Ardoin uma quantia fixa de 7 750 000 francos em capital.
Esta soma de 7 750 000 francos será paga a eles em 4 anuidades de 1 937 500 francos cada uma, de principal, das quais a primeira vencerá em 31 de dezembro próximo, se entretanto as expropriações que colocarão a Cidade na posse da via nova sejam concluídos no referido momento, ou após o resultado dessas expropriações, se este procedimento não tiver sido concluído até 31 de dezembro próximo. As outras três anuidades serão pagas de ano em ano, todas com juros de 5 % ao ano, a partir do dia em que a propriedade de todos os edifícios necessários à via pública tiver sido assegurada à Cidade.
Nós, Prefeito do Sena, reservamo-nos expressamente ao Estado e à Cidade de Paris o direito de se liberar antes dos prazos indicados acima, e antecipadamente, para reduzir os juros a pagar, se a Administração considerar apropriado.
As expropriações, iniciadas em fevereiro de 1853, foram concluídas no mês de março seguinte: o valor das indenizações foi de 8 392 000 francos.
A sua abertura no coração do quarteirão entre a Rue du Faubourg-Saint-Denis e a Rue du Faubourg-Saint-Martin eliminou:
- a Cité d'Orléans
- a Rue Neuve-de-la-Fidélité
- a Rue du Marché-Saint-Laurent
- o Marché Saint Laurent
- a Rue de la Charité

assim como várias casas:
- da Passage de l'Industrie
- da Passage Brady
- da Rue du Château-d'Eau
- da Passage du Désir.

Em 10 de dezembro de 1853, ocorreu a inauguração do novo boulevard.
Em 23 de março de 1918, durante a Primeira Guerra Mundial, um obus lançado pelo Grosse Bertha explodiu no Boulevard de Strasbourg, em frente à Gare de l'Est.

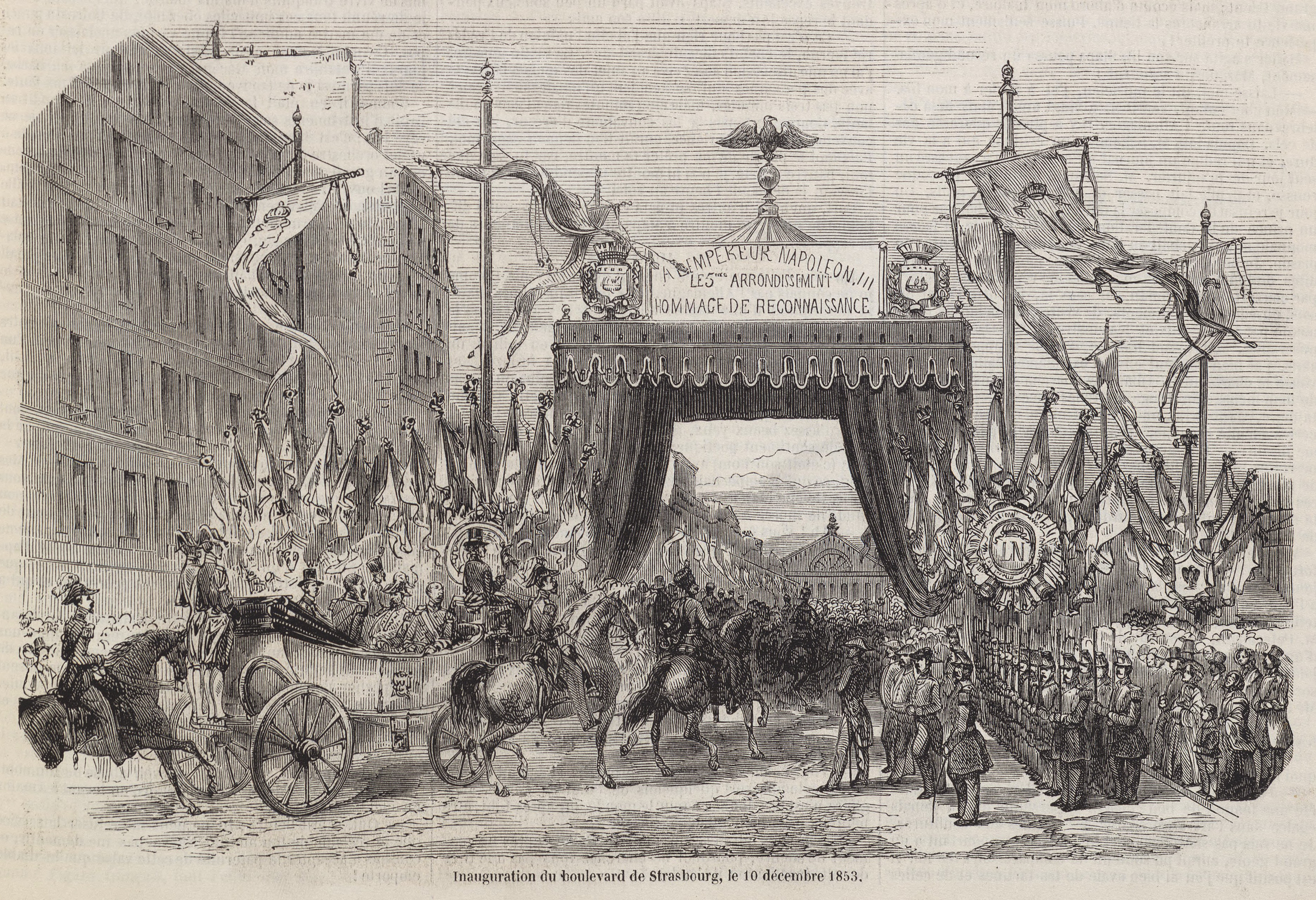
Inauguração do boulevard, 10 de dezembro de 1853 (Antigo 5.º arrondissement de Paris).
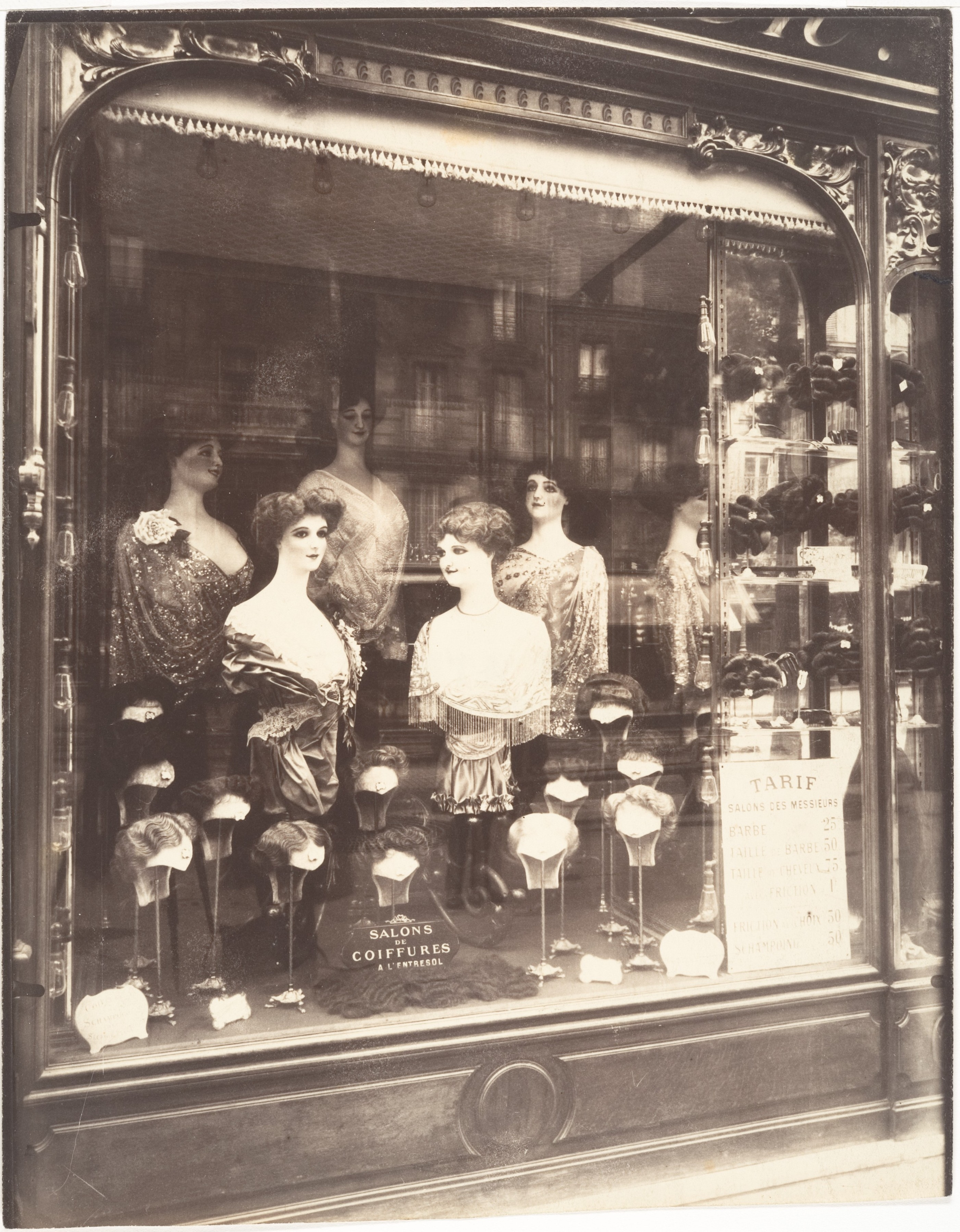
Barbearia em 1910 (foto de Eugène Atget).

## Edifícios notáveis e lugares de memória
- No n.º 2 é o Musée de l'Éventail.
- No n.º 8 ficava a Salle du Globe, onde foi realizado, em 25 de abril de 1905, o "Congrès du Globe", quando foi oficialmente criada a SFIO. Neste endereço também existiam as 120 Noites (1983-1984).
- No n.º 4 do boulevard ficava a sala de teatro Comédia, antiga Eldorado, que também tem acesso ao 11, Rue du Faubourg-Saint-Martin. O salão está listado como monumento histórico[3].
- No n.º 13 ficava La Scala, um café-concerto. Um teatro com o mesmo nome foi inaugurado em 2018.
- No n.º 14 fica o Théâtre Antoine-Simone-Berriau, classificado como monumento histórico[4].
- No n.º 17 foi inaugurado em 1893 o café-concerto Le Concert de la Ville Japonaise, que se tornou cinema em 1911, sob o nome de Le Bourdon, depois em 1912, de Paris-Ciné, renomeado L'Archipel desde 2001.
- No n.º 19, a filósofa Simone Weil viveu com sua família na juventude.
- No n.º 39 fica o cinema Le Brady.
- No n.º 58 vivia Annette Zelman, que foi deportada para Auschwitz aos 20 anos.
- No n.º 60 ficava "À la sources des Inventions", loja de maquetes administrada pela família Michel de 1906 a 1993[5].
- No n.º 66 foi a companhia de bronze de Louis-Antoine Marquis (1811-1885), principal fornecedora dos palácios reais e imperiais.
- No n.º 68, Igreja de São Lourenço.